# Falcuna melandeta
Falcuna melandeta är en fjärilsart som beskrevs av Holland 1893. Falcuna melandeta ingår i släktet Falcuna och familjen juvelvingar. Inga underarter finns listade i Catalogue of Life.